# Kreidiger Herings-Täubling
Der Kreidige Herings-Täubling (Russula cretata) ist ein Pilz aus der Familie der Täublingsverwandten. Es ist ein sehr seltener Heringstäubling mit bereifter bis matt samtiger oder kreidiger Huthaut und einem grünlichpurpurnen Hut, der einen blass violetten Rand hat. Der Täubling hat cremefarbenes Sporenpulver und kommt in Laubwäldern vor.

## Merkmale

### Makroskopische Merkmale
Der Hut wird (3) 5–8 cm breit und ist ausgebreitet bis konvex. Die Mitte ist leicht niedergedrückt und der Rand leicht, aber deutlich gerieft. Die Mitte ist purpurn bis olivfarben und mitunter fast schwärzlich gefärbt. Zum Rand hin ist der Hut heller und mehr lila-gräulich. Manchmal ist der Hut aber auch fast rötlich bis ziegelfarben, ohne die bekannten oliv- oder ockergelben Farben. Die Huthaut ist bereift und kreidig matt und ist zumindest im Alter fein runzelig. Sie lässt sich nur etwa bis zu einem Drittel abziehen.
Die stumpfen, abgerundet angewachsenen, 4–6 mm hohen Lamellen sind erst cremefarben und später mehr gelblich gefärbt. Sie sind zerbrechlich und zum Rand hin fein geädert. Das Sporenpulver ist dunkelcremefarben bis hellocker (IId-IIIa nach Romagnesi).
Der weiße, 3–6 cm lange und 0,5–1,2 cm breite Stiel ist fast zylindrisch oder zur Basis hin leicht verschmälert und nach oben erweitert und wird schon bald hohl und an der Basis braunfleckig. Im Alter ist er mehr bräunlich und runzelig.
Das Fleisch ist fest und schmeckt mild. Es ist erst weiß, dann gräulich und hat den für die Gruppe typischen Krabben- oder Heringsgeruch. Mit Eisensulfat verfärbt es sich dunkel-grünlich.

### Mikroskopische Merkmale
Die elliptischen Sporen sind  8–11 µm lang und 6,5–8,5 µm breit und mit stacheligen Warzen besetzt, die teilweise miteinander verbunden sind. Die Zystiden sind 60–80 µm lang und 8–11 µm breit und an der Spitze mehr oder weniger appendikuliert. Die Basidien sind 37–43 µm lang und 10,5–11,5 (–13) µm breit und tragen je vier Sporen.
Die 3–6 µm breiten Hyphen-Endzellen der Huthaut sind stumpf, sehr polymorph, kurz gegliedert und nur wenig verzweigt. Die recht seltenen Pileozystiden sind zylindrisch, schmal keulig oder fast spindelförmig. Sie sind 10–12 µm breit und manchmal mehr oder weniger septiert.

## Ökologie und Verbreitung

Europäische Länder mit Fundnachweisen des Kreidigen Herings-Täublings.
Legende:
Länder mit Fundmeldungen
Länder ohne Nachweise
keine Daten
außereuropäische Länder

Der sehr seltene Kreidige Herings-Täubling ist eine rein europäische Art, die vor allem in Frankreich, Belgien, aber auch in Norwegen vorkommt. Auch in Deutschland kommt die Art nur sehr selten vor. Der Täubling kann bei Buchen, aber auch in lichten Eichen- und Hainbuchenwäldern auf lehmigen, kalkreichen Böden gefunden werden.

## Systematik

### Infragenerische Systematik
Der Kreidige Herings-Täubling wird von Bon in die Untersektion Xerampelinae gestellt, die ihrerseits innerhalb der Sektion Viridantes steht. Die Untersektion enthält mittelgroße bis robuste Täublinge, die mit verschiedenen Laubbäumen eine Symbiose eingehen. Ihr leicht gilbendes oder bräunendes Fleisch hat einen milden Geschmack und riecht nach Hering oder Krabben. Mit Eisensulfat verfärbt es sich grün.

## Bedeutung
Der Täubling ist wie alle mildschmeckenden Heringstäublinge essbar.